# WTA Austrian Open 1975
Il WTA Austrian Open 1975 è stato un torneo di tennis giocato sulla terra rossa. È stata l'8ª edizione del torneo, che fa parte dei Tornei di tennis femminili indipendenti nel 1975. Si è giocato a Vienna in Austria, dal 14 al 20 luglio 1975.

## Campionesse

### Singolare
Sue Barker ha battuto in finale  Pam Teeguarden con il punteggio di 6–4, 6–4.

### Doppio
Sue Barker /  Pam Teeguarden hanno battuto in finale  Fiorella Bonicelli /  Raquel Giscafré con il punteggio di 6–4, 6–3.